# Концерт The Beatles на даху
30 січня 1969 року «Бітлз» виступили з неоголошеним концертом на даху штаб-квартири своєї компанії Apple Corps за адресою 3 Savile Row, в офісно-модному районі в центрі Лондона. Разом з клавішником Біллі Престоном, гурт відіграв 42-хвилинний сет, перш ніж міська поліція попросила їх зменшити гучність. Це був останній публічний виступ у їхній кар'єрі.
Хоча конкретно цей концерт був задуманий лише за кілька днів до нього, The Beatles планували повернутися до живих виступів від початку роботи над своїм альбомом Let It Be (1970). Вони виконали дев'ять дублів п'яти пісень, поки натовпи глядачів, багато з яких саме були на обідній перерві, збиралися на вулицях і на дахах сусідніх будівель. Концерт завершився піснею Get Back, після якої Джон Леннон пожартував: «Я хотів би подякувати від імені групи та від себе, і я сподіваюся, що ми пройшли прослуховування».
Кадри з виступу були використані в документальному фільмі 1970 року Let It Be та документальному серіалі 2021 року The Beatles: Get Back. Перше виконання пісні «I've Got a Feeling», а також «One After 909» і «Dig a Pony» увійшли до альбому Let It Be.

## Передумови
Хоча концерт на даху не був анонсований, початковий намір проєкту Get Back полягав у тому, щоб Beatles повернулися до живих виступів. Ідея великого публічного шоу була відкинута: 10 січня Джордж Гаррісон покинув репетиції групи, і це була одна з умов його повернення. Ще однією з його умов було перестати репетирувати у Twickenham Film Studios і перебратися до штаб-квартири Apple Corps, де писати свої нові пісні в підвалі Apple Studio. 22 січня Гаррісон залучив клавішника Біллі Престона як додаткового музиканта в надії, що талановитий сторонній музикант заохотить членів гурту зосередитися на роботі.
Пол Маккартні та Майкл Ліндсей-Гоґґ, директор проєкту, продовжували сподіватися, що сеанси запису закінчаться живим виступом The Beatles перед аудиторією. За словами історика «Бітлз» Марка Льюїсона, невідомо, кому спала на думку ідея концерту на даху, але ця пропозиція була задумана лише за кілька днів до фактичної події. За спогадами Престона, ця ідея належить Джону Леннону.
У своїй автобіографії Sound Man аудіоінженер Глин Джонс пише, що ідея концерту була його. Він згадує, що вона народилася під час обіднього обговорення, коли Рінго Старр згадав, що з даху відкривається чудовий вид на лондонський Вест-Енд, а потім повів Джонса та Ліндсей-Гоґґа подивитися. Мел Еванс, дорожній менеджер Beatles, записав у своєму щоденнику, що ідея виникла «після того, як ми подихали свіжим повітрям на даху після обіду» 26 січня. У документальному серіалі Пітера Джексона The Beatles: Get Back показано, як Джонс і Ліндсей-Гоґґ представляють цю ідею Маккартні, і він у захваті від неї.
Спочатку Старр рішуче не збирався грати, а Гаррісон не хотів. На аудіозаписах від 29 січня для проєкту Ліндсей-Гоґґа чути, як Маккартні доводить Леннону, що живий виступ є важливим для підтримки зв'язку Beatles зі своєю аудиторією, а учасникам гурту потрібно лише подолати страх перед сценою. Під час групової дискусії наприкінці того дня Гаррісон вперше говорив про майбутнє шоу з ентузіазмом і пожартував про виступ перед аудиторією з димарями. Проте, згідно з рішенням, яке він прийняв під час репетицій у Твікенгемі, Гаррісон відмовився включити будь-яку зі своїх пісень до програми виступу.

## Підготовка
Еванс організував будівництво сцени на даху Apple і встановлення там обладнання для гурту. Інструментами, які використовувалися під час виступу, були Epiphone Casino Леннона, фірмовий «скрипковий» бас Маккартні Höfner, нова, виготовлена на замовлення, палісандрова Fender Telecaster Гаррісона, і нещодавно придбана Старром установка Ludwig, а також електричне фортепіано для Престона. Джонс і помічник інженера Алан Парсонс придбали жіночі панчохи в місцевому магазині Marks & Spencer, щоб захистити мікрофони від зимового вітру. Від планів найняти гелікоптер для аерофотозйомки відмовилися.
Аудіо записували на два восьмидоріжкові диктофони в підвалі студії Apple, цим займалися Джонс і Парсонс. Команда Ліндсей-Гоґґа використала шість камер, щоб зняти виступ з кількох ракурсів. На додаток до камер, розташованих на даху з оркестром, одна камера була без дозволу розміщена на даху будівлі через дорогу; одну камеру приховали за двостороннім дзеркалом у приймальні будівлі, щоб зафіксувати будь-які порушення, викликані гучною музикою; ще дві камери були на вулиці, на них знімали інтерв'ю та реакції перехожих.

## Виступ

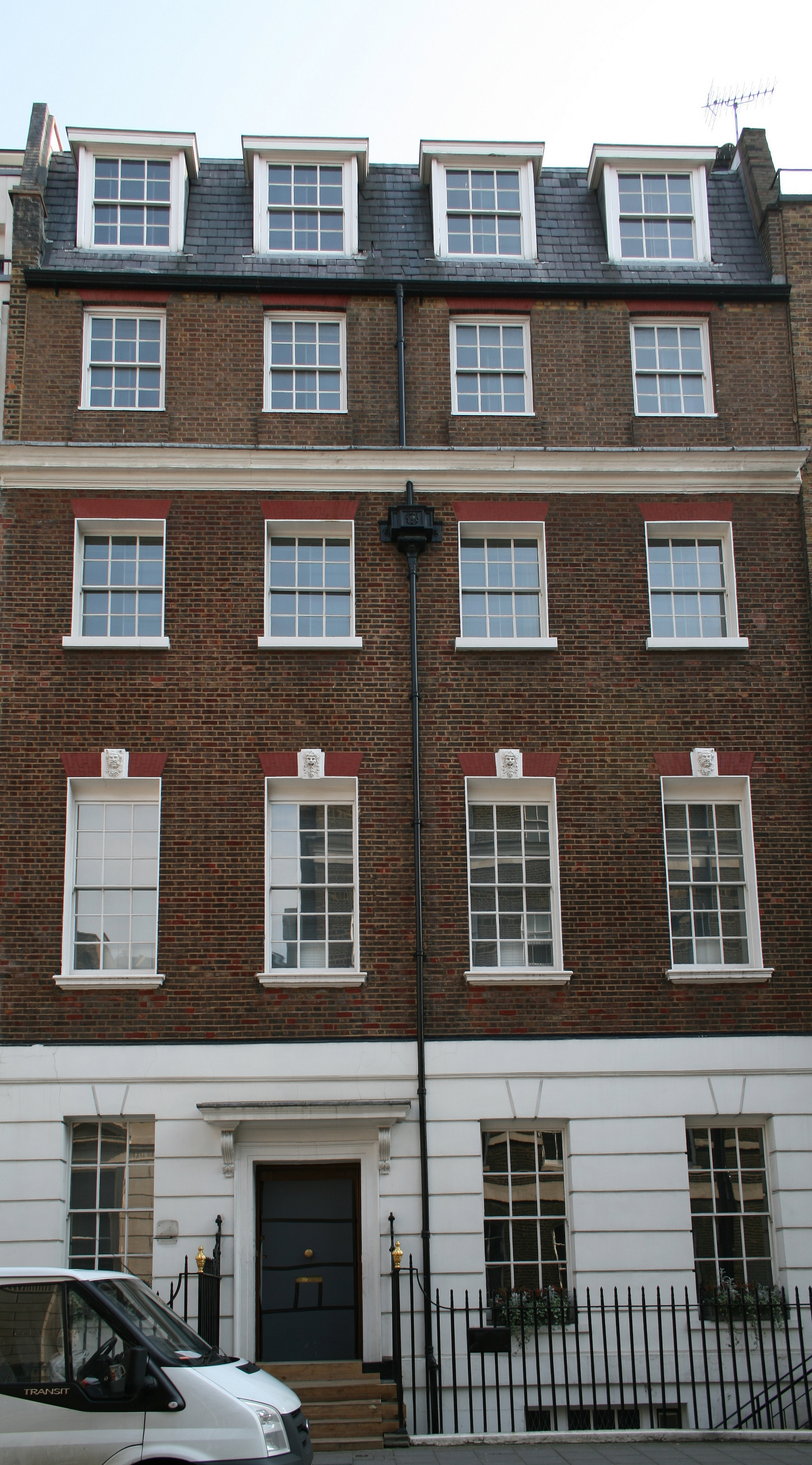
3 Savile Row, Лондон, місце проведення концерту (фото 2007 року)

За кілька хвилин до виступу, за словами Ліндсей-Гоґґа, «Бітлз» ще не визначилися, чи будуть грати. Він пригадує, що вони обговорювали це, потім замовкли, і врешті «у повній тиші Джон сказав: „Та хрін з ним — давайте зробимо це“».
Четверо учасників Бітлз і Престон вийшли на дах близько 12:30. Коли музиканти почали грати, серед людей (багато з яких були на обідній перерві), виникло сум'яття. Коли новина про подію поширилася, на вулицях і на дахах сусідніх будівель почали збиратися натовпи. Хоча більшість реагували на концерт позитивно, міська поліція була стурбована шумом і проблемами руху, отримавши скарги від кількох місцевих закладів. Плівкові камери зафіксували поліцейських, які прибули до Apple, щоб зупинити виступ. Співробітники Apple спочатку тримали офіцерів у приймальні і відмовилися підпускати їх на дах, але змінили свою думку під погрозою арешту.
За словами Джонса, гурт цілком очікував, що його перерве поліція, оскільки неподалік на тій же вулиці розташований поліцейський відділок. Втручання влади відповідало ідеї Маккартні, яку він висловив раніше, про те, що «Бітлз» мають виступити зі своїм концертом «у місці, де нам цього не дозволено… як-от, ми повинні порушити [межі приватної власності], зайти, розкластися, а тоді нас викинуть… Нас примусово виганяють, а ми далі намагаємося грати свої номери, поки поліція нас виносить».
Офіцери піднялися на дах саме тоді, коли «Бітлз» почали другий дубль «Don't Let Me Down». Під час наступного номера — остаточної версії «Get Back» — Маккартні зімпровізував текст, щоб відобразити ситуацію: «Ти знову граєш на дахах, і ти знаєш, що твоїй мамі це не подобається; вона зробить так, що тебе заарештують!» Виконуючи вказівки офіцерів поліції, Еванс вимкнув гітарні підсилювачі Леннона і Гаррісона посередині пісні, однак Гаррісон одразу увімкнув свій підсилювач знову. Потім Еванс знову умікнув підсилювач Леннона, коли гурт продовжував грати.
Концерт завершився завершенням «Get Back». Маккартні сказав «Спасибі, Мо» у відповідь на оплески та вигуки Морін Старкі, дружини Рінго. Тоді Леннон сказав: «Я хотів би подякувати від імені групи та від себе, і я сподіваюся, що ми пройшли прослуховування».

## Програма виступу
Концерт на даху складався з дев'яти дублів п'яти пісень Beatles: трьох дублів «Get Back»; по два «Don't Let Me Down» та «I've Got a Feeling»; і по одному з «One After 909» і «Dig a Pony». Вони йшли в такому порядку:
- «Get Back» (коротка версія)
- «Get Back» (перший дубль)
- «Get Back» (другий дубль)
- «Don't Let Me Down» (перший дубль)
- «I've Got a Feeling» (перший дубль)
- «One After 909»
- «Dig a Pony»
- «I've Got a Feeling» (другий дубль)
- «Don't Let Me Down» (другий дубль)
- «Get Back» (другий дубль)

Як видно з документального серіалу The Beatles: Get Back 2021 року, короткий дубль «Get Back» зіграли і зняли перед першим і другим дублями. Перше виконання «I've Got a Feeling» і записи «One After 909» і «Dig a Pony» пізніше увійшли в альбом Let It Be. У 1996 році третє живе виконання «Get Back», що було останньою піснею останнього живого виступу Beatles, увійшло в збірку Anthology 3. Редаговані версії двох дублів «Don't Let Me Down» увійшли до альтернативного варіанту альбому під назвою Let It Be… Naked (2003). Також туди включили зведену з двох дублів версію «I've Got a Feeling». Між піснями, поки Парсонс міняв стрічки, були короткі джеми «I Want You (She's So Heavy)» (після першої «Get Back») і «God Save the Queen» (після «Dig a Pony»). Між деякими піснями Леннон співав рядки з «Danny Boy» і «A Pretty Girl Is Like a Melody».

## Спадщина
Концерт The Beatles на даху ознаменував кінець ери для багатьох шанувальників. Група записала ще один альбом Abbey Road, робота над яким почалася наступного місяця, але у вересня 1969 року Леннон уже покинув гурт. Кілька виступів на даху, зокрема «Dig a Pony», були сприйняті як свідчення того, що Beatles знову в чудовій формі. У той час багато спостерігачів вважали, що концерт був пробним виступом перед поверненням до живих концертів і гастролей, а гурт повертається до свого рок-н-рольних коренів. Концертні кадри стали кульмінацією документального фільму Ліндсей-Гоґґа, який спочатку планувався як телепередача, але вийшов як фільм Let It Be у травні 1970 року, через місяць після розпаду The Beatles.
За словами автора Джеймса Перона, концерт набув «культового статусу» — як серед фанатів, як останній живий виступ Beatles, так і в історії рок-музики на рівні фестивалів Monterey Pop, Woodstock та Altamont. Він каже, що, хоча шоу «технічно не було „концертом“», бо не було оголошеним, а останній офіційний концерт гурту відбувся 29 серпня 1966 року в Сан-Франциско, воно виділялося тим, що передало своєрідну непередбачуваність, яка стала типовою для живих рок-виступів у 1969 році.
У фільмі 1978 року All You Need Is Cash є епізод з виступом гурту The Rutles під назвою «Get Up and Go», який імітує кадри концерту на даху та використовує подібні ракурси. У січні 2009 року триб'ют-гурт The Bootleg Beatles спробував влаштувати концерт до 40-ї річниці в тому самому місці, але Вестмінстерська міська рада відмовила їм у дозволі через проблеми ліцензування.
В епізоді «Квартет Гомера» п'ятого сезону Сімпсонів 1993 року гурт Be Sharps (Гомер, Апу, Барні та директор Скіннер) виконують версію одного зі своїх попередніх хітів, «Baby on Board», на даху Moe's Tavern. Джордж Гаррісон, який знявся в цьому епізоді, зневажливо каже: «Це вже було!». Коли пісня закінчується і починаються титри, Гомер повторює фразу Джона Леннона про успішне прослуховування, і всі сміються, включаючи Барні, поки він не каже: «Я не розумію».
У фільмі 2007 року «Крізь Всесвіт», мюзиклі, повністю створеному на музику «Бітлз», гурт Сейді виконує концерт на даху в Нью-Йорку, який імітує оригінал. Департамент поліції Нью-Йорка перериває і закриває його.
Музичне відео на пісню Казуйоші Сайто Zutto Suki Datta 2010 року достовірно відтворює виконання на даху «Get Back» із Сайто в ролі Маккартні, Лілі Френкі в ролі Леннона, Хіроюкі Коборі в ролі Гаррісона і Ґаку Хамада в ролі Старра. Цей кліп отримав премію Space Shower Music Video Awards 2011 як найкраще чоловіче відео.
U2 також зробили відсилку на цей концерт у своєму відео на пісню Where the Streets Have No Name, у якому був подібний концерт на даху в Лос-Анджелесі, 1987.
Манчестерський індігурт James виконав подібний концерт на двадцять другу річницю версії Beatles (30 січня 1991 року) на даху готелю на Пікаділлі. Гурт виконав п'ять пісень, перш ніж довелося завершити сет: як вважають, тому що пальці Ларрі Ґотта примерзли до грифа.
15 липня 2009 року Маккартні відіграв несподіваний мініконцерт у центрі Мангеттена з шатра Ed Sullivan Theater, де він записував виступ для Late Show with David Letterman. Новини про подію поширювалися через Твіттер і з уст в уста, а сусідні перехрестя закрили для автомобілів, щоб умістити глядачів.

## Персонал
The Beatles
- Джон Леннон – вокал та бек-вокал, ритм-гітара; соло-гітара на «Get Back»
- Пол Маккартні – вокал та бек-вокал, бас-гітара
- Джордж Гаррісон – бек-вокал, соло-гітара; ритм-гітара на «Get Back»
- Рінго Старр – барабани

Запрошений музикант
- Біллі Престон – електричне піаніно